# حديقة فيرمان

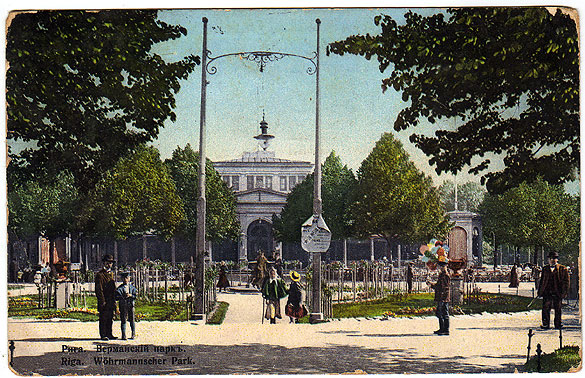
بطاقة بريدية مصورة مؤرخة عام 1913 تصور مدخل حديقة الورود

حديقة فيرمان ( (باللاتفية: Vērmanes dārzs)‏ ، (بالألمانية: Wöhrmanns Garten)‏ ) هي أقدم حديقة عامة في مدينة ريغا ، عاصمة لاتفيا ،  وتضم حاليًا مساحة تقارب 5 هكتار (12 أكر) . الاسم الحالي للحديقة هو ترجمة لاتفية للاسم الألماني الأصلي للحديقة.

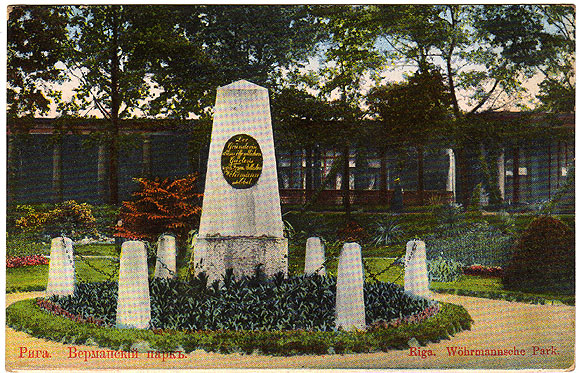
نصب آنا ورمان التذكاري مُصوَّر على بطاقة بريدية ذات صورة عتيقة